# Sexualidade animal

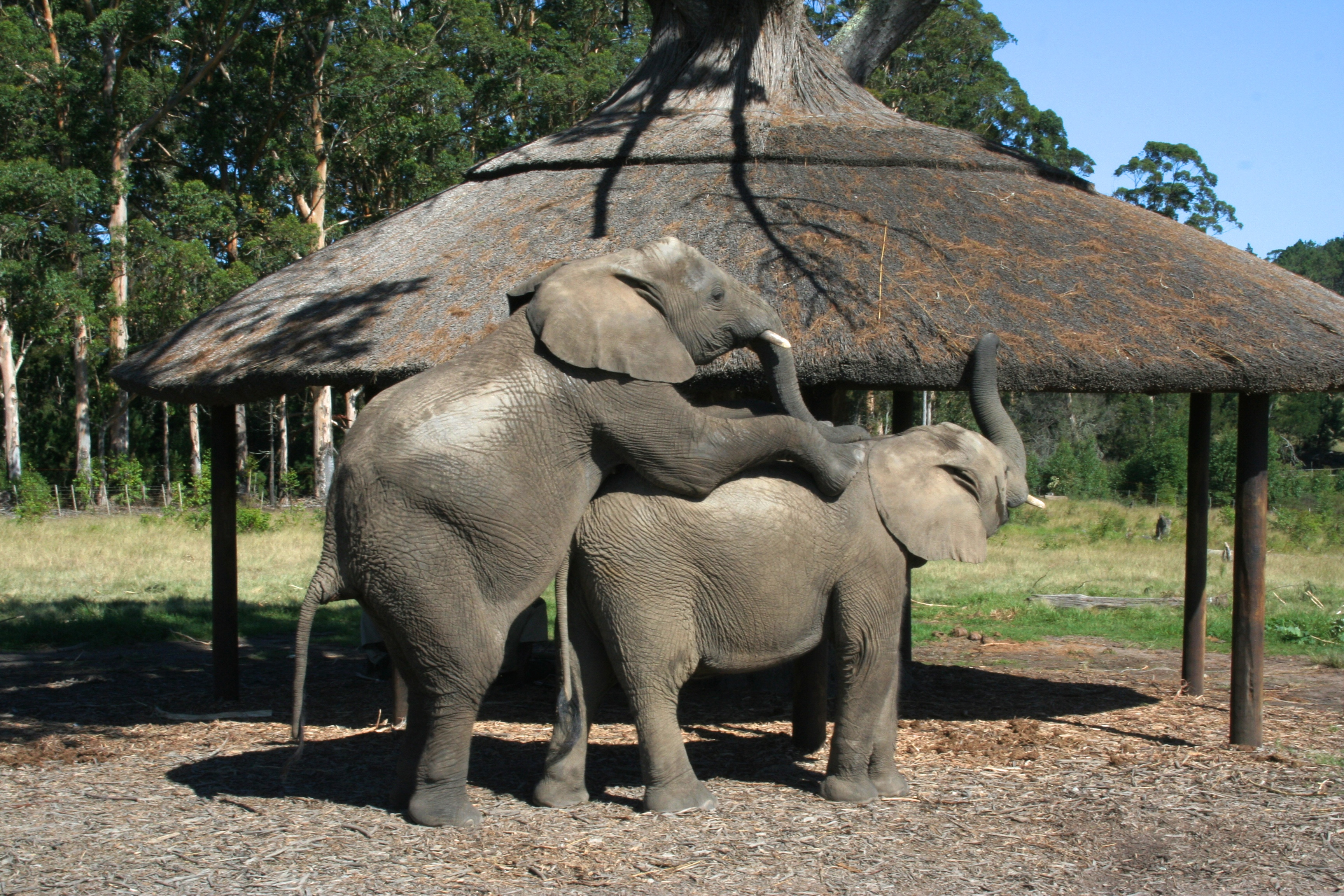
Elefantes acasalando.

A sexualidade animal assume várias formas diferentes, até mesmo no que diz respeito à mesma espécie. Entre os animais, os pesquisadores refletem sobre a monogamia, promiscuidade, cruzamento genético entre espécies, excitação sexual entre os animais a partir de objetos ou lugares, sexo através de coacção ou coerção, cópula entre animais mortos, homossexualidade no reino animal, comportamento heterossexual e bissexual, comportamento sexual situacional e uma gama variada de outras práticas.
Quando a sexualidade animal dirige-se pelo ato reprodutivo, é frequentemente denominado de acasalamento ou cópula; para a maioria dos mamíferos não-humanos, o acasalamento e a cópula ocorre no ponto de cio (o período mais fértil do tempo do ciclo reprodutivo do sexo feminino), o que aumenta a probabilidade de sucesso de impregnação. No entanto, o estudo da sexualidade animal (especialmente a de primatas) é um campo de estudo em rápido desenvolvimento. Enquanto se acreditava que somente os seres humanos e um punhado de outras espécies realizavam atos sexuais enquanto que outros o faziam para reprodução, e que a sexualidade dos animais era apenas uma atividade instintiva e uma resposta simples para a estimulação (visão, cheiro), o entendimento atual é que muitas espécies que antes eram consideradas monogâmicas são promíscuas ou oportunistas na natureza. Uma ampla gama de espécies surgem tanto para se masturbar e usar objetos como ferramentas que os auxiliam a fazê-lo, em muitas espécies, animais tentam dar e obter estimulação sexual com outras, onde a reprodução não é o foco. Esse comportamento homossexual foi observado em 1 500 espécies, em que 500 delas foram documentadas.
O comportamento sexual de animais tem sido um estudo de amplas controvérsias para muitos estudiosos. As fêmeas seleccionam os machos, avaliando a sua capacidade física, sendo eles capazes ou não de garantir proteção. As lutas entre machos da mesma espécie, são meios pelo qual as fêmeas escolhem o parceiro ou líder do grupo, para acasalar com o maior número de fêmeas, fazendo passar os seus genes em sua prole.